# Алін Девіс Гейс
Алін Джулія Девіс (нар. 12 квітня 1887 — пом. 3 червня 1944), відома як Алін Девіс Гейс — американська дизайнерка одягу, виробниця текстилю та популяризаторка мистецтва. Президентка Ліги покупчинь, організації, що захищає права споживачів.

## Життєпис
Народилася у Нью-Йорку у єврейській сім'ї Чарльза Л. Девіса та Джулії Мінцгеймер Девіс. В юності відвідувала художню школу, але у 1910 покинула її, щоб вступити в шлюб з Волтером С. Флейшером. Народила двох дітей.
Алін Флейшер була дизайнеркою одягу, яка шила театральні костюми у Нью-Йорку у 1910-х. Вона також написала п'єсу про виборче право разом з Гейзел Мак-Кей, яку поставили у Карнеґі-гол у березні 1919 року. У 1922 році була однією з трьох організаторів Народної художньої асамблеї, експериментального художнього шоу у Нью-Йорку, мета якої — зробити мистецтво доступним для людей, які працюють, з вільним входом і довшими годинами роботи. У 1924 році одружилася з адвокатом з громадянських прав Артуром Гарфілдом Гейсом. Народила доньку Джейн.
Наприкінці 1920-х працювала стилісткою в універмазі. Там вона виявила брак доступних тканин, тому почала розробляти модні бавовняні принти для Ameritex-Sudanette. У 1933 році вона пояснила, що «кожна жінка, яка має будь-який творчий талант, повинна плекати та розвивати його, незалежно від того, з якими труднощами чи протидією вона може зіткнутися».
У 1935 Гейс співзаснувала, а в 1938 році стала першою очільницею Ліги покупчинь, організації у захисту прав споживачів. Заарештована у 1936 році за пікет універмагу через звинувачення у несправедливих трудових відносинах. Ім'я Алін Девіс Гейс згадувалось під час свідчень перед Спеціальним комітетом Палати представників з антиамериканської діяльності у 1938 році, коли політичний активіст Дж. Б. Метьюс прокоментував: «Алін Девіс Гейс підтримувала багато організацій комуністичного напрямку» на основі її керівництва Лігою покупчинь, її діяльності у справах миру та праці та жіночого руху за скасування виборчого податку, а також її підтримки друзів, які належали до комуністів. Під присягою вона заперечила комітету правдивість коментарів Метьюса.
У 1941 році Гейс співзаснувала Громадянський комітет державних мистецьких проєктів. Була почесною головою нью-йоркської ради Американської мирної мобілізації.
Алін Девіс Гейс померла у 1944 році у віці 57 років у Нью-Йорку.